# Norrlandsarv
Norrlandsarv (Stellaria borealis) är en nejlikväxtart som beskrevs av Jacob Bigelow. Enligt Catalogue of Life ingår Norrlandsarv i släktet stjärnblommor och familjen nejlikväxter, men enligt Dyntaxa är tillhörigheten istället släktet stjärnblommor och familjen nejlikväxter. Arten är reproducerande i Sverige.

## Underarter
Arten delas in i följande underarter:
- S. b. borealis
- S. b. sitchana